# Seznam trenerjev Colorado Rockies
Trenerji NHL moštva Colorado Rockies. 
- John Wilson, 1976–77
- Pat Kelly, 1977–78
- Pat Kelly in Aldo Guidolin, 1978–79
- Don Cherry, 1979–80
- Bill MacMillan, 1980–81
- Bert Marshall in Marshall Johnston, 1981–82